# 田村ゆかり LOVE LIVE *Cute'n Cute'n Heart*
『田村ゆかり LOVE ♥ LIVE *Cute'n ♥ Cute'n Heart*』（たむらゆかり ラブ ライブ キュン・キュン・ハート）は、田村ゆかりの映像作品として通算13作目にあたる。Blu-rayは通算7作目となる。2014年1月15日にキングレコードよりDVD版とBlu-ray版が同時発売された。

## 概要
田村ゆかり初のさいたまスーパーアリーナ公演2DAYS千秋楽である2013年6月23日の公演が収録されている。初回特典は、Blu-rayのみスペシャルパッケージ仕様。

## 演奏会場
- 埼玉：さいたまスーパーアリーナ（2013年6月22日、23日）

## 収録内容
-Prologue-
Fantastic future
パーティーは終わらない
You & Me
MC1
さよならをおしえて
エアシューター
I.N.G.
ラブサイン
-Short Movie“～A Story of Dreaming Princess 1～”-
My wish My love
MC2
つぼみのままで
miss you
-Short Movie“～A Story of Dreaming Princess 2～”-
片方だけのイヤリング
Masquerade kiss
Traveling with a sheep
-Band Performance-
だって×2 ウキウキ
流れ星ジェニー
好き…でもリベンジ
-Short Movie“～A Story of Dreaming Princess 3～”-
アンドロメダまで1hour
MC3
チェルシーガール
fancy baby doll
この指とまれ
ラブリィ レクチャー
W:Wonder tale
Endless Story
<Encore>
Super Special Smiling Shy girl
Gratitude
MC4
もうちょっとFall in Love
-Epilogue-

### 映像特典
◆BONUS TRACK
デイジー・ブルー
YOURS EVER
Non-Stopping Train
・Don't wake me☆Up
傷つく宝石
星降る夢で逢いましょう
お気に召すまま
Happy Life
ラブラブベイビーハッピースター
◆Short Movie“～A Story of Dreaming Princess EXTRA～”
◆*Cute'n ♡ Cute'n Heart* LIVE DOCUMENT～さいたまスーパーアリーナへのみち～